# Epocha (pedagógia)
Az epocha a pedagógiában a Waldorf-pedagógia alapeleme, de más típusú közoktatási intézményekben is terjed. Pedagógiai értelemben az epocha-rendszer lényege, hogy az egyes logikailag összetartozó témakörök (pl. kémia-fizika-biológia tantárgyban) egy-egy epochán belül, tömbösítve kerülnek tárgyalásra: egy ideig nagy óraszámban van napirenden a téma, majd utána a következő időszakban a tantárgy szünetel, és más tárgy témakörére, például a művészetekre kerül sor egy másik epochában. Az epochális oktatást magyarul tantárgytömbösítésnek nevezik.
Az epocha görög eredetű szó, korszakot, időszakot jelent. A Waldorf-pedagógiából ismert, de ma már szélesebb körben elterjedt ún. epochális oktatás szakít azzal a gyakorlattal, hogy minden héten azonosnak kell lenni az órarendnek. Ezzel szemben itt hol az egyik tárgyból, hol a másikból, hol a harmadikból van magas óraszám, és ezekben a magas óraszámú időszakokban (epochákban) lehetőség nyílik a tanulóközpontú módszerek, köztük például a projekt alkalmazására. 
Egy klasszikus, Waldorf-iskolai epochális órarend felépítését úgy kell elképzelnünk, hogy a főoktatás tárgyai (pl. történelem, embertan, állattan, kémia, matematika, geometria stb.) nem húzódnak szét – 45 perces órakeretekre bontva – az egész tanévre, hanem 3-4 (esetenként 5) héten keresztül tömbösítve, összefüggő egészként tanulják a diákok, jellemzően a nap első két órájában. Tehát ha a főoktatás tárgya éppen a művészettörténet, akkor a diákok 3-4 héten keresztül minden reggel egy duplaóra erejéig (általában 8:00-tól 9:45-ig megszakítás nélkül) a „művészettörténetben élnek”. Jól szervezett keretek között a művészettörténet tanítását az órarend többi órája is „támogatja”. Vegyünk egy konkrét példát. Művészettörténetből a diákok az egyiptomi és a görög művészetről tanulnak reggelente, majd a rajzórákon az éppen aktuális rajztechnikával egyiptomi és görög szobrokat, épületeket rajzolnak, a drámaórákon pedig az elmúlás és a halál témáját járják körül egyiptomi halotti szövegek és klasszikus görög versek dramatikus feldolgozásával. A terem falain körös-körül a folyamatban lévő epocha nyomai, produktumai láthatók, az osztály szemmel láthatóan, aktívan benne él a témában. 
Az epochális óraszervezés elősegíti, hogy a tanulók jobban el tudjanak mélyedni a tananyagban, figyelmük, érdeklődésük tartósan egy-egy területre fókuszáljon, illetve lehetővé teszi, hogy több szempont alapján, különböző megközelítésben, változatos eszközökkel és munkaformákkal járjanak körbe, sajátítsanak el egy-egy témakört.   
Epochális rendszert bármelyik iskola bevezethet a saját hatáskörében. Persze ez nem egyszerű feladat, de nem is lehetetlen megvalósítani.